# حسين نصار
حسين محمد نصار (1344- 1439 هـ / 1925- 2017 م) أديب ومؤلف ومحقق ومترجم مصري. 

## سيرته

حسين نصار في شبابه

وُلد حسين محمد نصار في حارة كوم بهيج في مدينة أسيوط، في 7 ربيع الآخر 1344هـ الموافق 25 أكتوبر 1925م. 
حصل على ليسانس الآداب بمرتبة الشرف الثانية من قسم اللغة العربية بكلية الآداب جامعة القاهرة سنة 1947م. حصل على الماجستير من نفس القسم سنة 1949 ميلادية عن موضوع «نشأة الكتابة الفنية في الأدب العربي». حصل على الدكتوراه من نفس القسم سنة 1953 ميلادية عن موضوع «المعجم العربي: نشأته وتطوره».
له دراسات وترجمات كثيرة لعدد من أبرز أعمال المستشرقين تشهد بتمكنه من اللغة الإنجليزية. وانتمى د. نصار إلى عدد من الهيئات الثقافية والعلمية، منها الجمعية اللغوية المصرية والجمعية الأدبية المصرية، وشغل منصب الرئيس في كل منهما، كما أنه كان عضوًا في الجمعية المصرية لنشر المعرفة والثقافة العلمية، ولجنة الدراسات الأدبية واللغوية في المجلس الأعلى للثقافة، وكان مقرر المجلس القومي والآداب والإعلام واتحاد الكتاب، وله الكثير من المؤلفات منها 9 كتب مترجمة وكتابان حول نشرة الكتابة الفنية في الأدب العربي ومعجم آيات القرآن.

## جوائزه وتكريمه
- جائزة الدولة التقديرية في الآداب، 1968م
- جائزة الملك فيصل العالمية في الآداب، 2004م
- جائزة الرئيس مبارك في الآداب، 2006م

## مؤلفاته وآثاره

#### في علوم القرآن
1. إعجاز القرآن (التحدي، المعارضة)، (العجز، المعجزة، الإعجاز، التأليف في الإعجاز)، ط، مكتبة مصر، 1999م (كتابان في مجلد واحد).
2. الفواصل، ط، مكتبة مصر، 1999م.
3. الصَّرْفَة والإنباء بالغيب، ط. مكتبة مصر، 2000م (بحثان في مجلد واحد).
4. الإعجاز العلمي في القرآن الكريم، ط، دار الهلال، 2000م.
5. القسم في القرآن الكريم، ط، مكتبة الثقافة الدينية، 2001م.
6. الأمثال، ط، الهيئة المصرية العامة للكتاب. مكتبة الأسرة 2002م.
7. التكرار، ط، مكتبة الخانجي، 2002م.
8. المتشابه، ط، مكتبة الخانجي، 2003م.
9. فواتح سور القرآن، ط، مكتبة الخانجي، 2003م.
10. الناسخ والمنسوخ في القرآن الكريم، ط، دار العالم العربي، مصر، 2011م.
11. الإبهام في القرآن والإعجاز العددي، ط، مكتبة مصر، 2011م (بحثان في مجلد واحد).

#### في الأدب
1. نشأة الكتاب الفنية في الأدب العربي، ط، مكتبة النهضة المصرية، 1954 ،1966م، ط. مكتبة الثقافة الدينية 2002م (نال به درجة الماجستير).
2. ابن وكيع التنيسي شاعر الزهر والخمر، ط، مكتبة مصر، 1953م.
3. ظافر الحداد، شاعر مصري من العصر الفاطمي، ط، الهيئة المصرية العامة للكتاب، 1975م.
4. مصر العربية، ط، دار الثقافة العربية 1960،1961م، ط، بيروت، ضمن منشورات اقرأ 1980م.
5. الشعر الشعبي العربي، ط، وزارة الثقافة والإرشاد القومي، 1962م، ضمن سلسلة المكتبة الثقافية، عدد رقم 60، ط، دار الرائد العربي، مصر، 1980م،[1] طبعة الهيئة العامة لقصور الثقافة،2002م، ضمن سلسلة الدراسات الشعبية، عدد رقم 64.
6. القافية في العروض والأدب، ط، دار المعارف، 1980م، ط، مكتبة الثقافة الدينية 2002م.
7. أدب الرحلة، ط، شركة أبو الهول، لونجمان 1991م.
8. في النثر العربي، ط، مكتبة الأسرة 2000م.
9. في الشعر العربي، ط، مكتبة الثقافة الدينية، 2001م.
10. في الأدب المصري، ط، مكتبة الثقافة الدينية، 2003م.
11. الطبيعة والشاعر العربي، ط، مكتبة نهضة الشرق 1974م.
12. المختار من كتاب الكامل للمبرد، ط، وزارة الثقافة والإرشاد القومي، 1960م.
13. دراسات حول طه حسين.
14. المعجم العربي الأساسي، (لاروس، 1989) مراجعاً.[2]

#### في اللغة
1. المعجم العربي.. نشأته وتطوره، ط، مكتبة مصر، 1965 ،1968، 1988 ،1999م (دراسته للدكتوراه في جزأين، بإشراف المحقق الكبير الراحل مصطفى السقا، وهو أشهر كتب الأستاذ الدكتور حسين نصار رحمه الله).
2. معجم آيات القرآن الكريم، ط، الحلبي، 1954،1965م.
3. مدخل تعريف الأضداد، ط، مكتبة الثقافة الدينية، 2003م.
4. بحوث ومقالات لغوية، ط، مكتبة الثقافة الدينية، 2004م.
5. دراسات لغوية، ط، دار الرائد العربي ، بيروت، 1981م.

#### في التاريخ
1. الثورات الشعبية في مصر الإسلامية، ط، وزارة الثقافة والإرشاد القومي، 1969م، ضمن سلسلة المكتبة الثقافية، عدد رقم 215، ط، الهيئة العامة لقصور الثقافة، ضمن سلسلة الدراسات الشعبية، 2002، عدد رقم 70.
2. نشأة التدوين التاريخي عند العرب، مكتبة النهضة 1973م، ط. منشورات اقرأ، بيروت 1980م .
3. صفحات من القضاء الإسلامي، ط، المنار العربي 1992م، ط. مركز الحضارة العربية، مصر 2002 م .

#### في التراجم
1. يونس بن حبيب، ط، دار الكاتب العربي 1968م، ط. مكتبة الثقافة الدينية 2002م.
2. أمين الخولي، ط، المجلس الأعلى للثقافة 1996م.

#### في التحقيق
1. ديوان ظافر الحداد.
2. ديوان عَبِيد بن الأبرص الأسدي.
3. ديوان الخِرْنِق.
4. ديوان ابن وَكِيع التِّنِّيسِيّ شاعر الزهر والخمر (جمع وتحقيق).
5. ديوان ابن مطروح.
6. ديوان سُرَاقَةَ البَارِقِيّ.
7. ديوان جميل بثينة.
8. ديوان قيس بن ذَرِيح.
9. ديوان ابن الصوفي.
10. ديوان ابن الرومي (6 مجلدات).
11. قصيدة الغريب لجعفر بن بشار الأسدي .
12. العاطل الحالي والمُرْخَص الغالي لصفي الدين الحلي.
13. المختار من الموشحات لمصطفى السقا.
14. معجم تيمور الكبير في الألفاظ العامية (6 مجلدات).
15. الوقف على “كلا” و “بلى” في القرآن لمكي بن أبي طالب القيسي .
16. النجوم الزاهرة في حلى حضرة القاهرة لابن سعيد الأندلسي.
17. الجزء الثامن من مختار الأغاني لابن منظور.
18. رحلة ابن جبير.
19. ولاة مصر للكندي.
20. الجزء السادس والجزء الثالث عشر من معجم تاج العروس للزَّبِيدي.

#### في الترجمة إلى العربية
1. مصادر الموسيقى العربية لفارمر.
2. تاريخ الموسيقى العربية لفارمر.
3. الموسيقى والغناء في ألف ليلة وليلة لفارمر.
4. ابن الرومي: حياته وشعره لروفون جست.
5. دراسات عن المؤرخين لمرجليوث.
6. المغازي الأولى ومؤلفوها لهورفنتس.
7. أرض السحرة لبرنارد لويس.

## وفاته
توفي حسين نصار في 11 ربيع الأول 1439 هـ الموافق 29 نوفمبر 2017م.